# Jenn Díaz Ruiz
Jenn Díaz Ruiz   (Sant Feliu de Llobregat, 25 d'abril de 1988) és una escriptora i política catalana. Des de 2017 és diputada al Parlament de Catalunya per Esquerra Republicana de Catalunya.

## Biografia
Va estudiar Filologia hispànica i treballa com a traductora i redactora, a més de novel·lista.
Va publicar la primera novel·la als 22 anys, amb influències d'Ana María Matute, Carmen Martín Gaite, Miguel Delibes, José Donoso o García Márquez. L'obra va ser traduïda a l'italià per Edizioni La Linea. Col·labora en les publicacions culturals Catorze i Jot Down, al blog «Mujeres» d'El País i té una columna mensual a El Periódico. A més, ha publicat El duelo y la fiesta (Principal de los Libros, 2012), Mujer sin hijo (Jot Down Books, 2013), Es un decir (Lumen, 2014) i Mare i Filla (Amsterdam Ara, 2015), el seu debut en llengua catalana. Els seus relats han aparegut a Última Temporada. Nuevos narradores españoles 1980-1989 (Lengua de Trapo, 2013) i a l'antologia Bajo treinta (Salto de Página, 2013).

## Activitat política
El novembre de 2017 es va anunciar que ocuparia la vuitena posició a la candidatura d'Esquerra Republicana de Catalunya - Catalunya Sí a les Eleccions al Parlament de Catalunya de 2017. Fou escollida diputada de la XII legislatura. També fou escollida diputada d'Esquerra Republicana a les Eleccions al Parlament de Catalunya de 2021, sent, així, diputada de la XIII legislatura del Parlament de Catalunya.

## Obres
- 2011 - Belfondo
- 2012 - El duelo y la fiesta[8]
- 2013 - Mujer sin hijo
- 2014 - Es un decir
- 2015 - Mare i filla, primera novel·la de Jenn Díaz escrita en català.[9]
- 2016 - Vida familiar
- 2020 - Dona i poder. Com i per què feminitzar la política (Ara Llibres, 2020)